# II Sonata fortepianowa (KV 280)
Sonata F-dur (KV 280) – sonata na instrument klawiszowy (najczęściej wykonywana na fortepianie) skomponowana przez Wolfganga Amadeusa Mozarta w 1775 w Monachium.

## Budowa
1. Allegro assai (około 5 minut)
2. Adagio (około 6 minut)
3. Presto (około 3 minut)

Czas łącznego wykonania: około 14 minut.